# Armuña
Armuña település Spanyolországban, Segovia tartományban. Armuña Santa María la Real de Nieva, Bernardos, Carbonero el Mayor, Tabanera la Luenga, Yanguas de Eresma, Añe, Garcillán, Los Huertos, Roda de Eresma és Cantimpalos községekkel határos. Lakosainak száma 241 fő (2024).

## Népesség
A település népessége az elmúlt években az alábbi módon változott:
| Lakosok száma | 265  | 247  | 250  | 229  | 242  | 238  | 230  | 219  | 244  | 241  |
|               | 2001 | 2004 | 2007 | 2009 | 2012 | 2014 | 2017 | 2019 | 2022 | 2024 |